# Grammy Award voor Best Pop Solo Performance

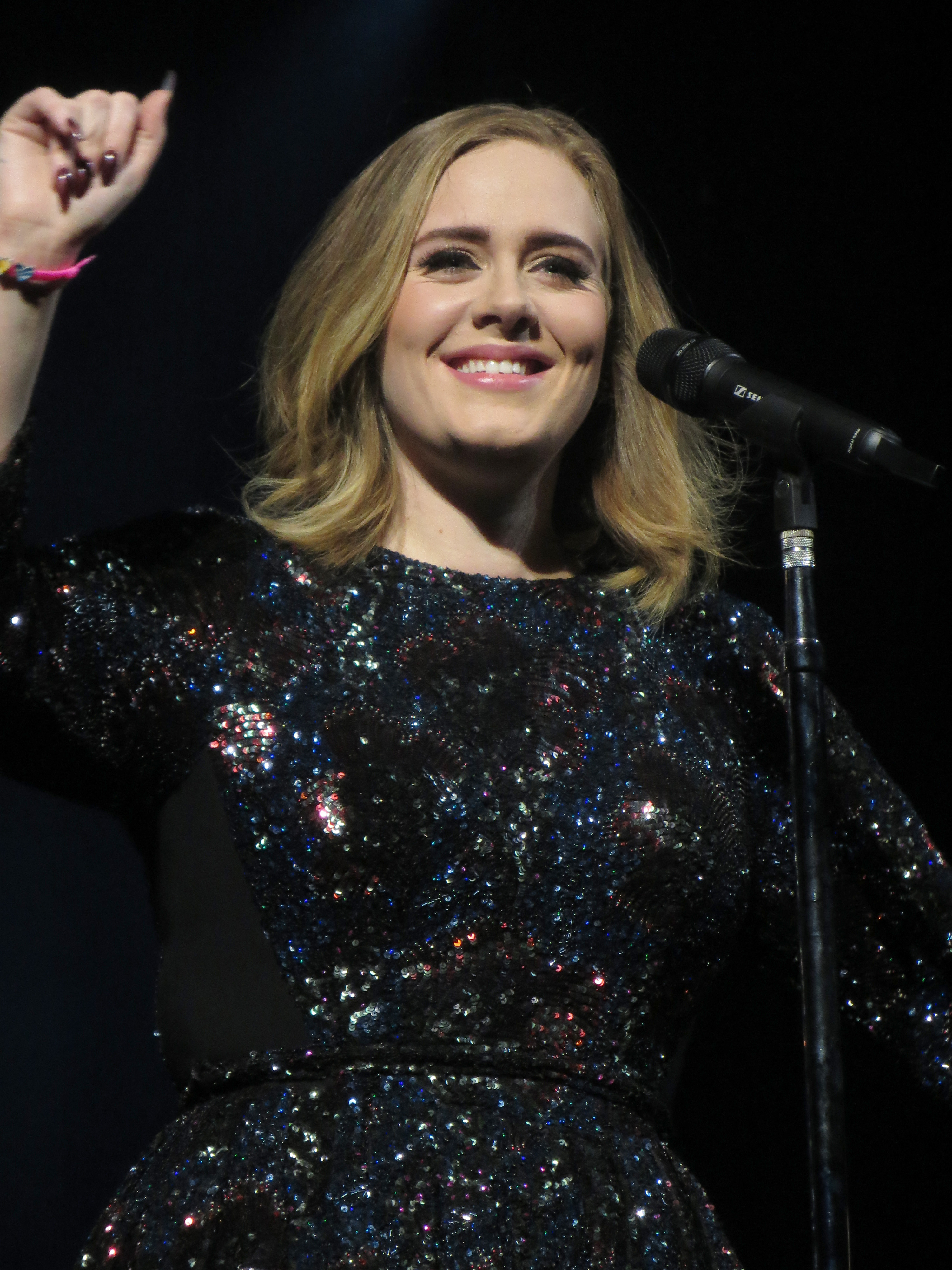
Adele was de eerste ontvanger van deze prijs, en won hem drie keer, achtereenvolgens winnend voor "Someone Like You" en een live vertolking van "Set Fire to the Rain", beide singles van haar tweede studioalbum, 21. Ze won een derde keer voor "Hallo".

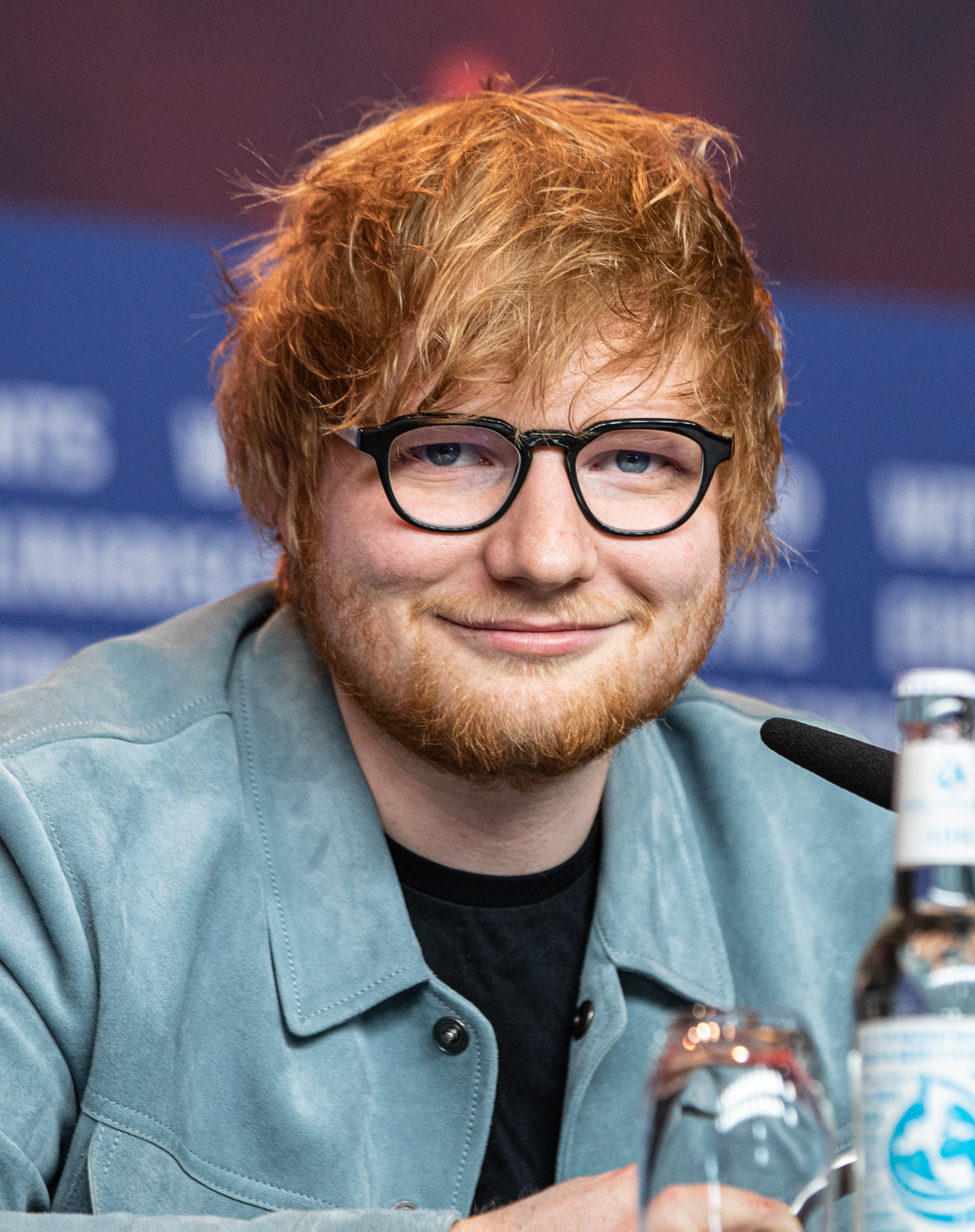
Ed Sheeran is tweevoudig winnaar in deze categorie.

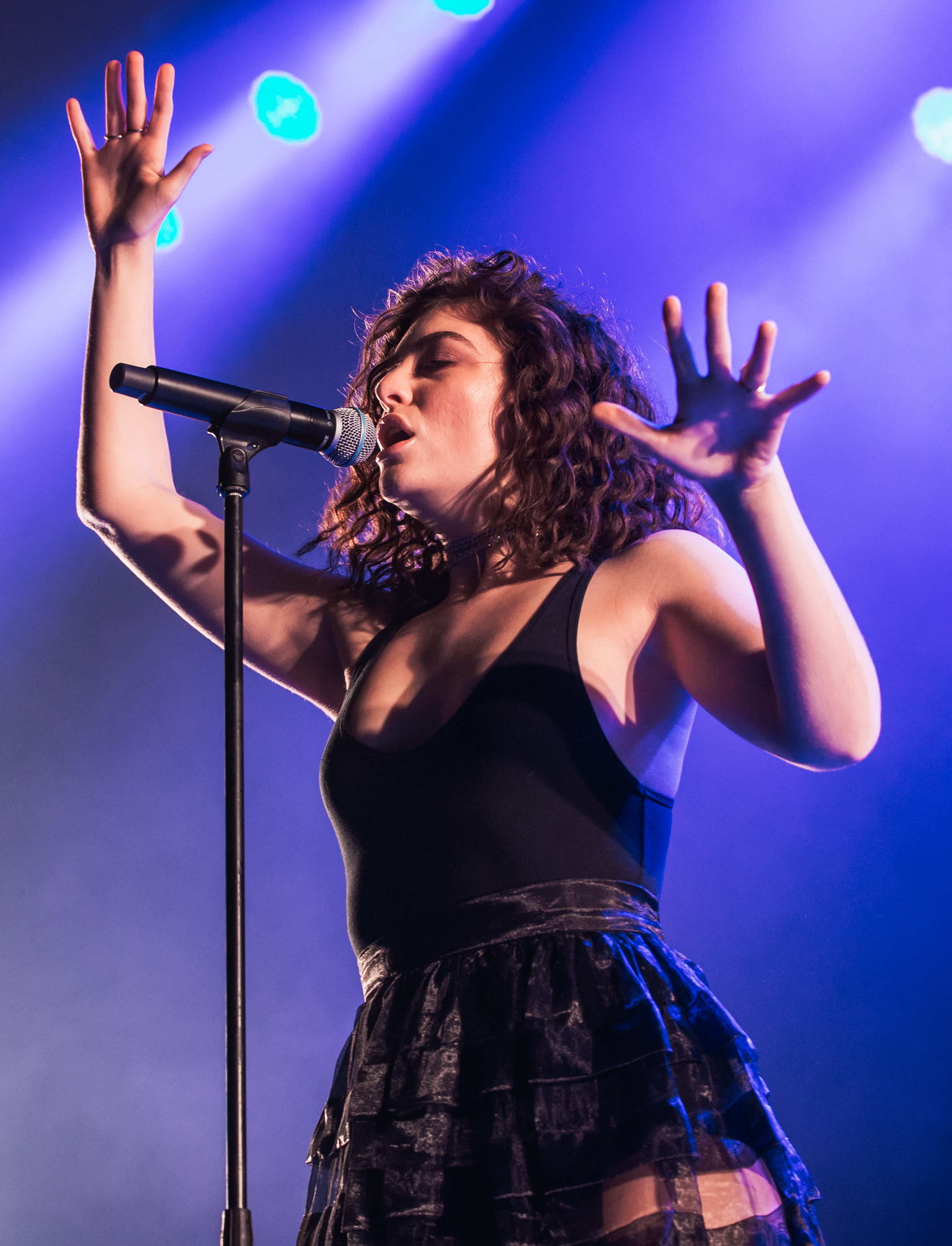
Winnaar van 2014 Lorde.

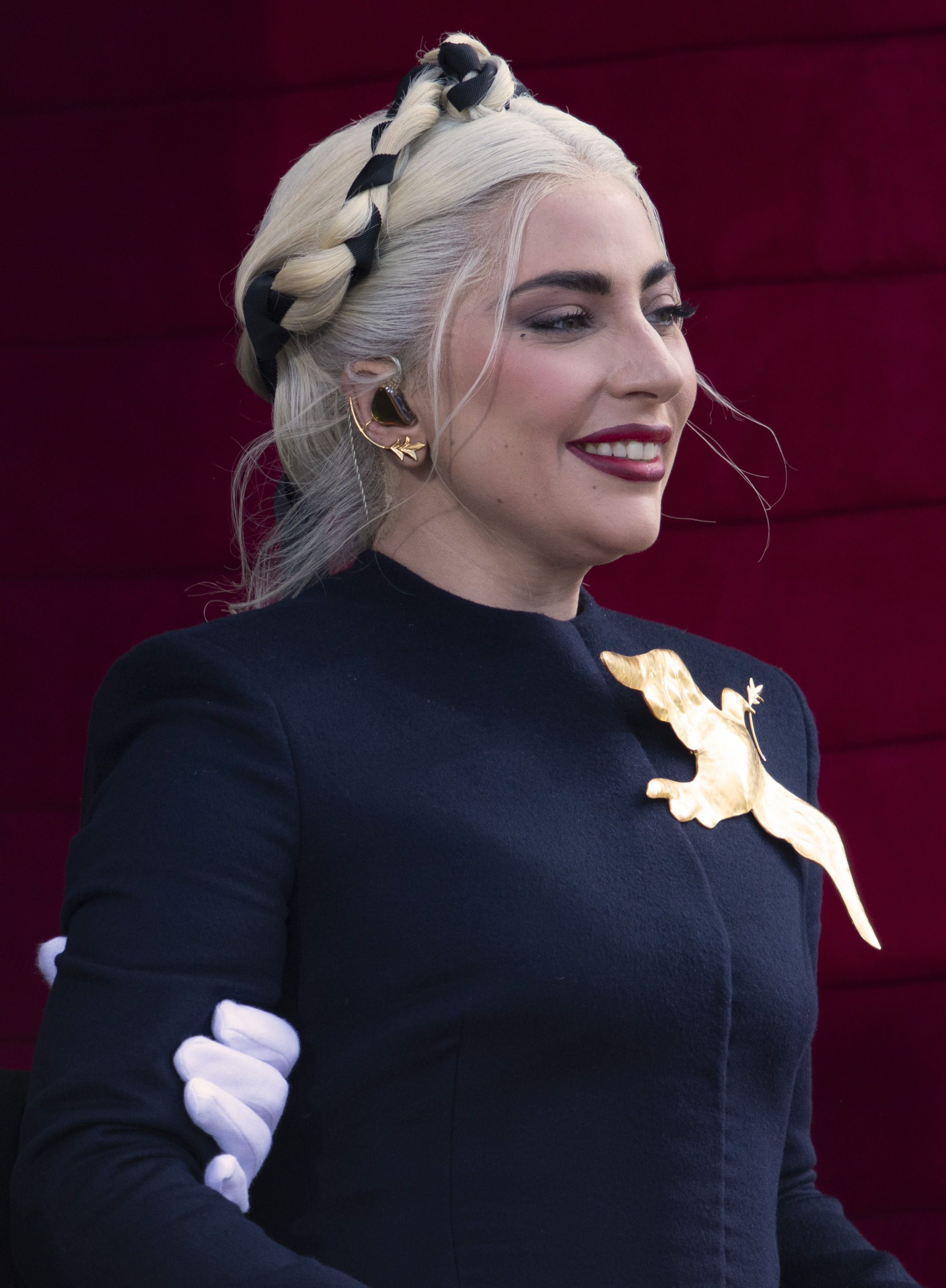
Winnaar Lady Gaga 2019.

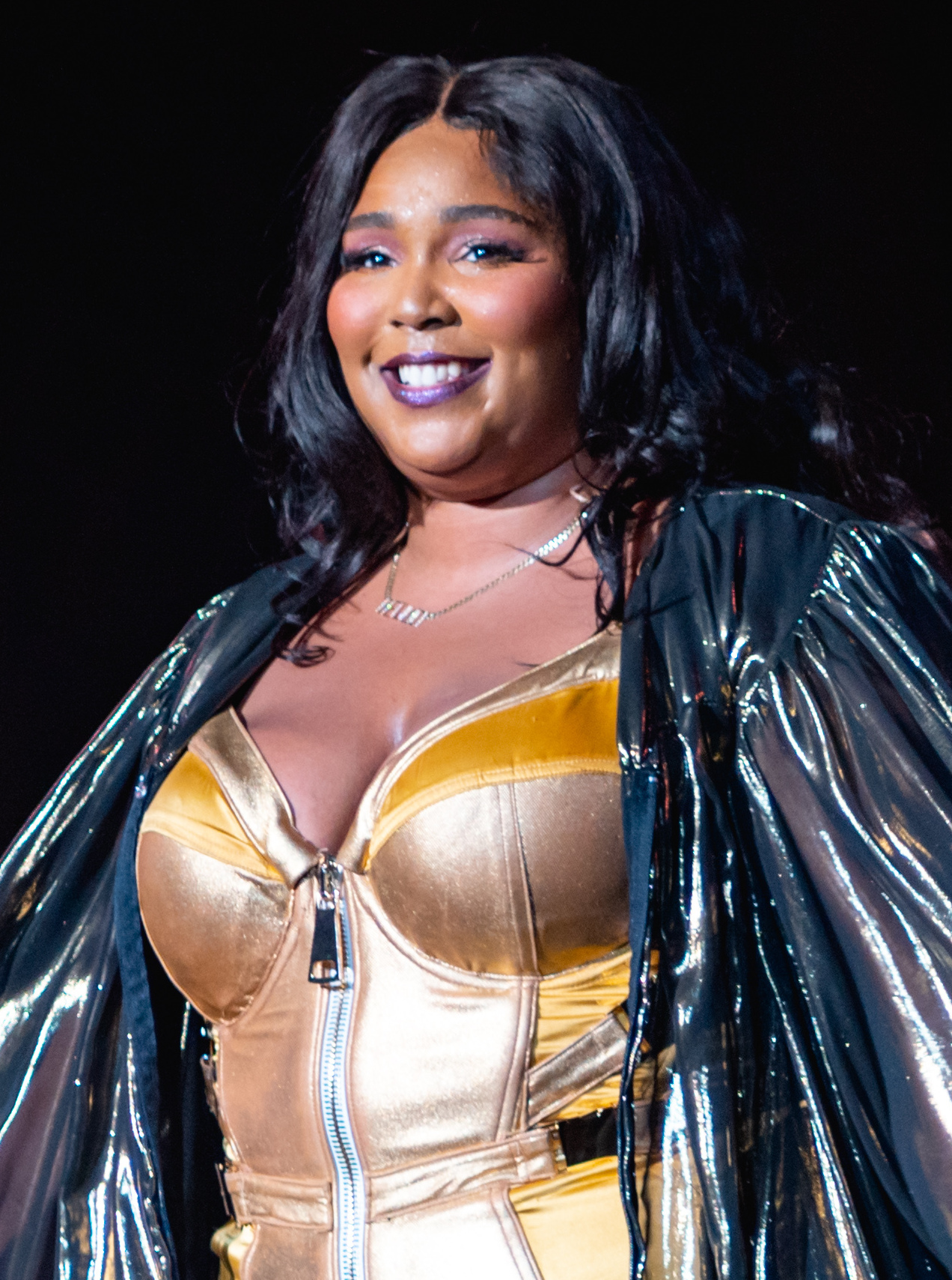
Winnaar Lizzo 2020.

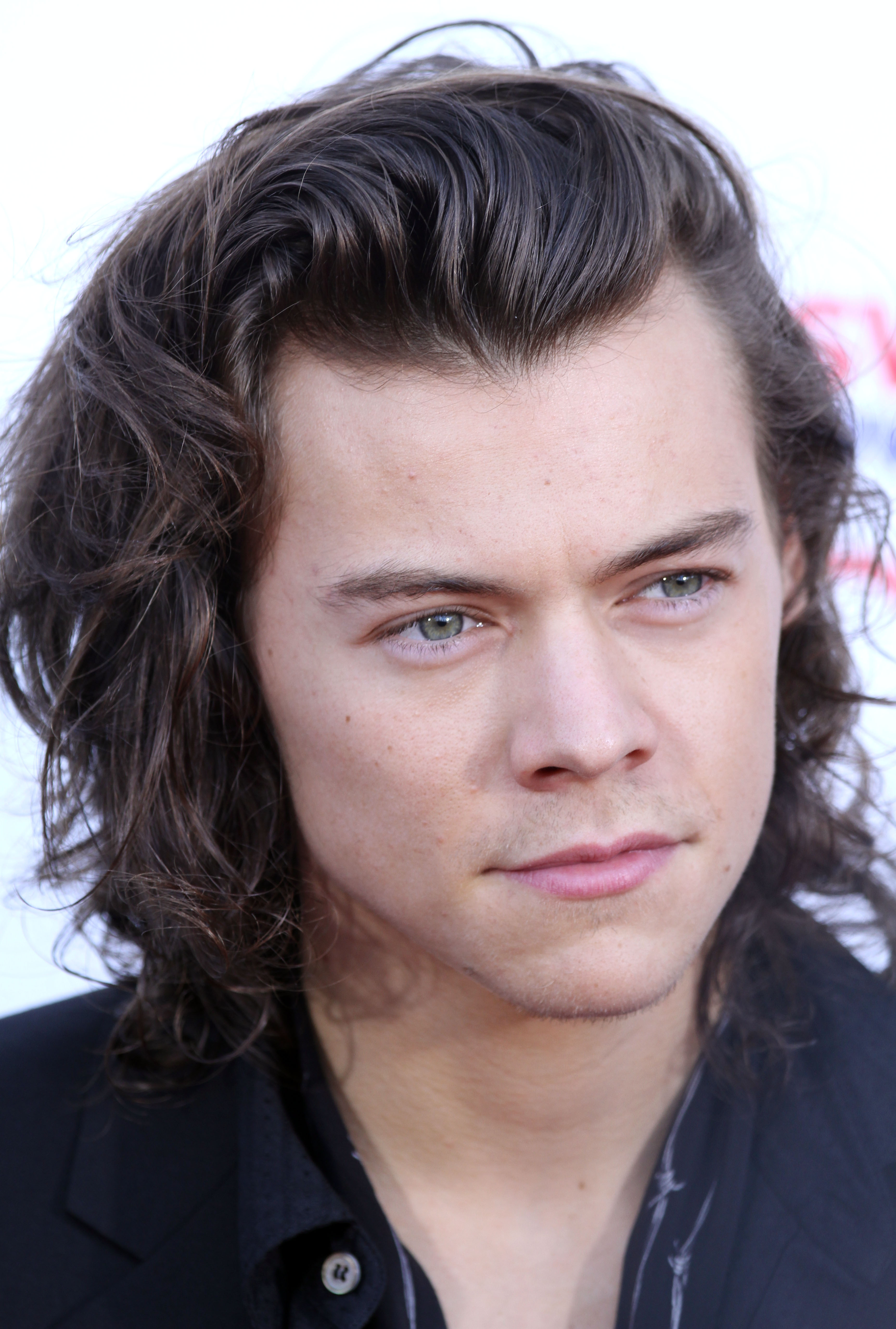
Harry Styles ontving de prijs in 2021.

De Grammy Award voor Best Pop Solo Performance is een prijs die wordt uitgereikt tijdens de Grammy Awards, een ceremonie die in 1958 werd opgericht en oorspronkelijk de Gramophone Awards heette.  Volgens de 54e Grammy Awards-beschrijving is de award voor Best Pop Solo Performance Award bedoeld voor een solo-popopname (vocaal en instrumentaal) en is deze beperkt tot alleen singles of tracks. 
De categorie werd geïntroduceerd in 2012 en combineerde de vorige categorieën voor Beste Vrouwelijke Pop Vocale Prestaties, Beste Mannelijke Pop Vocale Prestaties en Beste Pop Instrumentale Prestaties. 
De prijs gaat naar de uitvoerende artiest. De producer en songwriter kunnen een Winners Certificate aanvragen. 
Adele is met drie overwinningen de artiest met de meeste prijzen in de categorie. Kelly Clarkson, Taylor Swift en Ariana Grande werden met 4 nominaties, het meest genomineerd.

## Winnaars en genomineerden
| Year              | Artist                                      | Work |
| ----------------- | ------------------------------------------- | ---- |
| 2012              |                                             |      |
| Adele             | "Someone Like You"                          |      |
| Lady Gaga         | "You and I"                                 |      |
| Bruno Mars        | "Grenade"                                   |      |
| Katy Perry        | "Firework"                                  |      |
| Pink              | "Fuckin' Perfect"                           |      |
| 2013              |                                             |      |
| Adele             | "Set Fire to the Rain" (live)               |      |
| Kelly Clarkson    | "Stronger (What Doesn't Kill You)"          |      |
| Carly Rae Jepsen  | "Call Me Maybe"                             |      |
| Katy Perry        | "Wide Awake"                                |      |
| Rihanna           | "Where Have You Been"                       |      |
| 2014              |                                             |      |
| Lorde             | "Royals"                                    |      |
| Sara Bareilles    | "Brave"                                     |      |
| Bruno Mars        | "When I Was Your Man"                       |      |
| Katy Perry        | "Roar"                                      |      |
| Justin Timberlake | "Mirrors"                                   |      |
| 2015              |                                             |      |
| Pharrell Williams | "Happy" (live)                              |      |
| John Legend       | "All of Me" (live)                          |      |
| Sia               | "Chandelier"                                |      |
| Sam Smith         | "Stay with Me" (Darkchild version)          |      |
| Taylor Swift      | "Shake It Off"                              |      |
| 2016              |                                             |      |
| Ed Sheeran        | "Thinking Out Loud"                         |      |
| Kelly Clarkson    | "Heartbeat Song"                            |      |
| Ellie Goulding    | "Love Me like You Do"                       |      |
| Taylor Swift      | "Blank Space"                               |      |
| The Weeknd        | "Can't Feel My Face"                        |      |
| 2017              |                                             |      |
| Adele             | "Hello"                                     |      |
| Beyoncé           | "Hold Up"                                   |      |
| Justin Bieber     | "Love Yourself"                             |      |
| Kelly Clarkson    | "Piece by Piece" (Idol version)             |      |
| Ariana Grande     | "Dangerous Woman"                           |      |
| 2018              |                                             |      |
| Ed Sheeran        | "Shape of You"                              |      |
| Kelly Clarkson    | "Love So Soft"                              |      |
| Kesha             | "Praying"                                   |      |
| Lady Gaga         | "Million Reasons"                           |      |
| Pink              | "What About Us"                             |      |
| 2019              |                                             |      |
| Lady Gaga         | "Joanne (Where Do You Think You're Goin'?)" |      |
| Beck              | "Colors"                                    |      |
| Camila Cabello    | "Havana" (live)                             |      |
| Ariana Grande     | "God Is a Woman"                            |      |
| Post Malone       | "Better Now"                                |      |

### jaren 2020
| Jaar              | Artiest                 | Het werk |
| ----------------- | ----------------------- | -------- |
| 2020              |                         |          |
| Lizzo             | "Truth Hurts"           |          |
| Beyonce           | "Spirit"                |          |
| Billie Eilish     | "Bad guy"               |          |
| Ariana Grande     | "7 rings"               |          |
| Taylor Swift      | "You Need to Calm Down" |          |
| 2021              |                         |          |
| Harry Styles      | "Watermelon Sugar"      |          |
| Justin Bieber     | "Yummy"                 |          |
| Doja Cat          | "Say So"                |          |
| Billie Eilish     | "Everything I Wanted"   |          |
| Dua Lipa          | "Don't Start Now"       |          |
| Taylor Swift      | "Cardigan"              |          |
| 2022              |                         |          |
| Olivia Rodrigo    | "Drivers License"       |          |
| Justin Bieber     | "Anyone"                |          |
| Brandi Carlile    | "Just on Time"          |          |
| Billie Eilish     | "Happier Than Ever"     |          |
| Ariana Grande     | "Positions"             |          |
| 2023              |                         |          |
| Adele             | "Easy on Me"            |          |
| Harry Styles      | "As It Was"             |          |
| Lizzo             | "About Damn Time"       |          |
| Doja Cat          | "Woman"                 |          |
| Bad Bunny         | "Moscow Mule"           |          |
| Steve Lacy        | "Bad Habit"             |          |
| 2024              |                         |          |
| Miley Cyrus       | "Flowers"               |          |
| Doja Cat          | "Paint the Town Red"    |          |
| Billie Eilish     | "What Was I Made For?"  |          |
| Olivia Rodrigo    | "Vampire"               |          |
| Taylor Swift      | "Anti-Hero"             |          |
| 2025              |                         |          |
| Sabrina Carpenter | "Espresso"              |          |
| Beyoncé           | "Bodyguard"             |          |
| Charli XCX        | "Apple"                 |          |
| Billie Eilish     | "Birds of a Feather"    |          |
| Chappell Roan     | "Good Luck, Babe!"      |          |

## Artiesten met meerdere awards
4× gewonnen
- Adele

2× gewonnen
- Ed Sheeran

## Artiesten met meerdere nominaties
5 nominaties
- Taylor Swift
- Billie Eilish

4 nominaties
- Adele
- Kelly Clarkson
- Ariana Grande

3 nominaties
- Beyoncé
- Justin Bieber
- Doja Cat
- Lady Gaga
- Katy Perry

2 nominaties
- Bruno Mars
- P!NK
- Ed Sheeran
- Harry Styles
- Olivia Rodrigo
- Lizzo